# Carrer de la Fruita

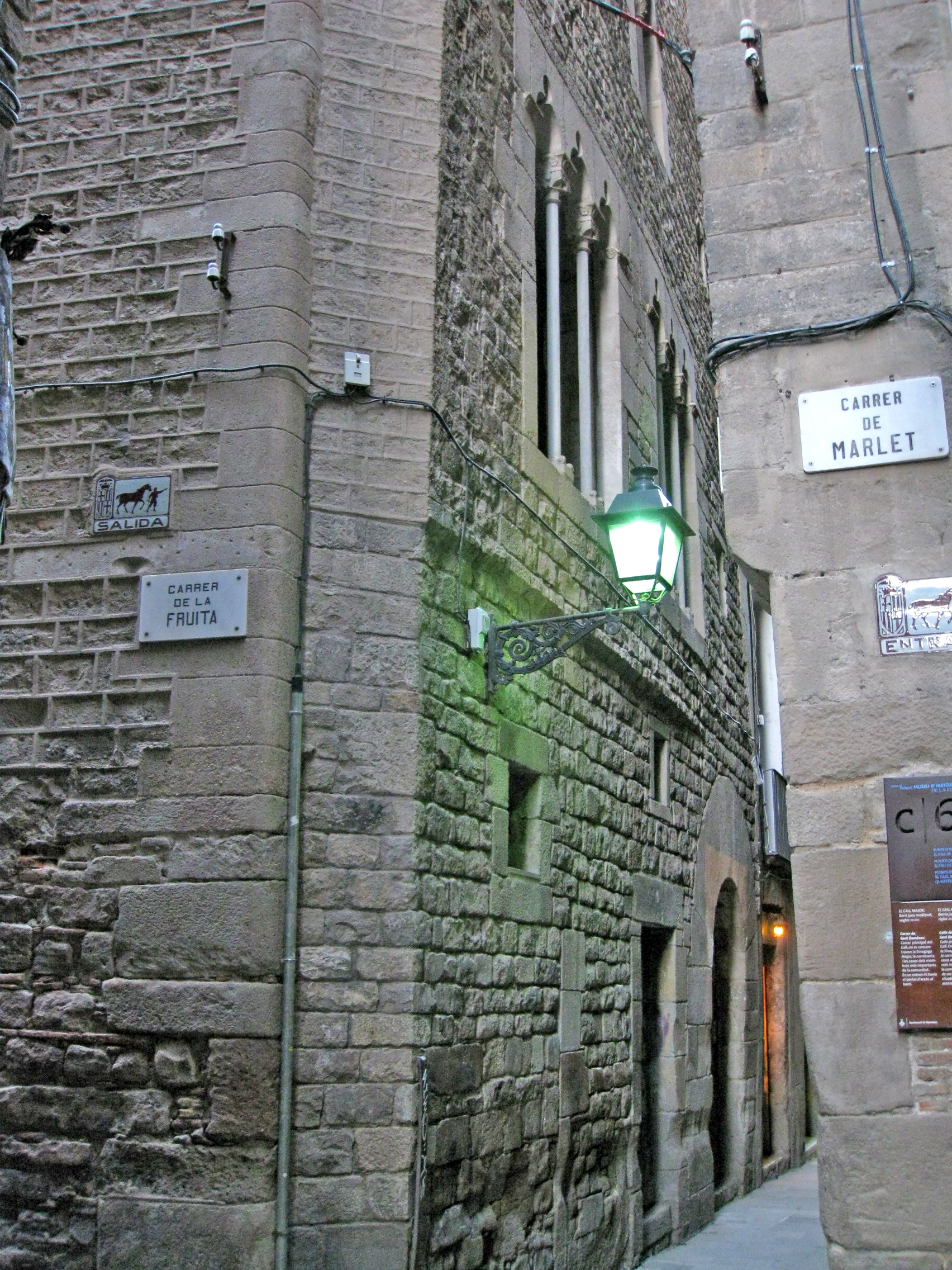
Edifici dels segles -, situat al carrer de Sant Domènec del Call, núm 6, a la cantonada amb el carrer de la Fruita

El Carrer de la Fruita de Barcelona conté les restes d'un gran domus, el qual havia d'ésser propietat d'un important personatge de l'antiga Bàrcino amb prou poder com per a establir-se en un lloc tan proper al centre de la ciutat.

## Introducció
La ciutat de Bàrcino, en el segle iv, experimentà una important revitalització urbana reflectida en la construcció del nou perímetre emmurallat i l'ocupació d'espais públics, com ara carrers. L'augment de la població i les reduïdes dimensions de la colònia romana de Bàrcino provocà, des del segle ii, l'ocupació d'aquests espais públics, tant per la intensa activitat productiva com pels habitatges de les elits locals. Tanmateix, les reformes urbanístiques van anar acompanyades de reformes en els habitatges existents i construccions ex novo, i dins d'aquestes darreres cal incloure les trobades en el carrer de la Fruita.

## Número 4, Museu de la Domus Romana
La domus romana del carrer de la Fruita limita per llevant amb el decumanus minor (actual carrer de Sant Honorat) que transitava a redós del fòrum de la Bàrcino del segle iii-IV, autèntic centre polític, social, religiós i econòmic de la ciutat. Acull en el seu interior el registre de dos mil anys d'història, des de l'època romana al nivell més baix (a uns 4 metres sota el nivell del carrer) fins a quasi els nostres dies.
Aquesta domus romana són les restes d'una casa residencial i unes botigues adossades a aquesta del segle iv, les quals devien pertànyer a un acabalat ciutadà en vista de la riquesa ornamental i del tipus de construcció.
De la casa, se'n conserva el viridarium: el jardí amb els seus elements ornamentals, de 110 metres, emmarcat per un passadís perimetral porticat, al voltant del qual s'articulen les habitacions familiars bellament pavimentades amb mosaics policroms i decorades amb frescos, una àrea de serveis i un magatzem. Al mig del jardí hi havia un petit estany.
Les botigues estaven adossades a l'habitatge i donaven al carrer de Sant Honorat, que correspon al que va ésser el decumanus minor.
La casa i les botigues van desaparèixer en el segle vi: les revoltes i els posteriors enderrocs i terraplenaments van colgar definitivament l'antiga residència. Els nouvinguts construïen sobre les restes del que hi havia, aprofitant-ho tot tant com era possible i incorporant-hi nous elements de construcció. Això feia que el nivell del sòl anés pujant en el decurs dels anys, així que, durant el segle vii, ja s'havia assolit pràcticament el nivell actual del carrer.